# Sifokampylus

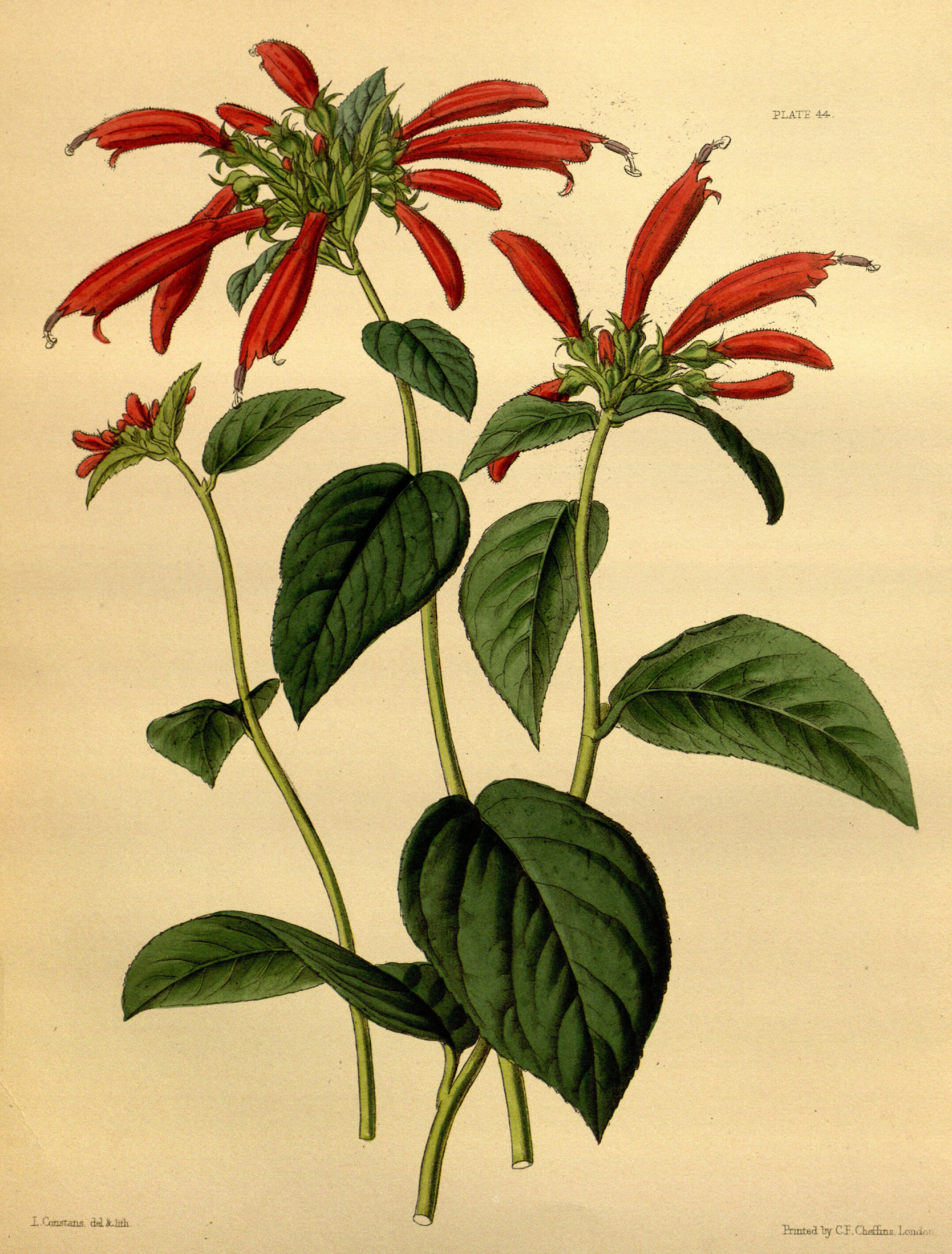
Ilustrace Siphocampylus microstoma z roku 1853

Sifokampylus (Siphocampylus) je rod rostlin z čeledi zvonkovité. Jsou to polodřevnaté byliny, keře a liány s jednoduchými, většinou střídavými listy a poměrně velkými, trubkovitými nebo dvoupyskými květy, které jsou opylovány kolibříky nebo netopýry. Plodem je bobule. Rod zahrnuje asi 238 druhů a je rozšířen v tropické Americe od Kostariky po severní Argentinu. Největší počet druhů roste v horských mlžných lesích jihoamerických And.

## Popis
Sifokampylusy jsou polokeřovité byliny a keře, řidčeji liány. Listy jsou jednoduché, střídavé nebo výjimečně vstřícné či přeslenité, obyčejně na okraji zoubkaté nebo drobně pilovité, u některých druhů i hluboce laločnaté nebo dřípené, řapíkaté.
Květy jsou středně velké až velké, jednotlivé a úžlabní nebo výjimečně skládající vrcholové hrozny či chocholíky.
Koruna je červená, oranžová, růžová, purpurová, žlutá, zelená nebo bílá, dvoupyská nebo trubkovitá, zakončená nestejnými laloky, z nichž horní je delší. Tyčinky jsou srostlé do trubičky. Semeník je spodní nebo zcela výjimečně polospodní.
Plodem je pouzdrosečná tobolka, pukající na vrcholu 2 chlopněmi.

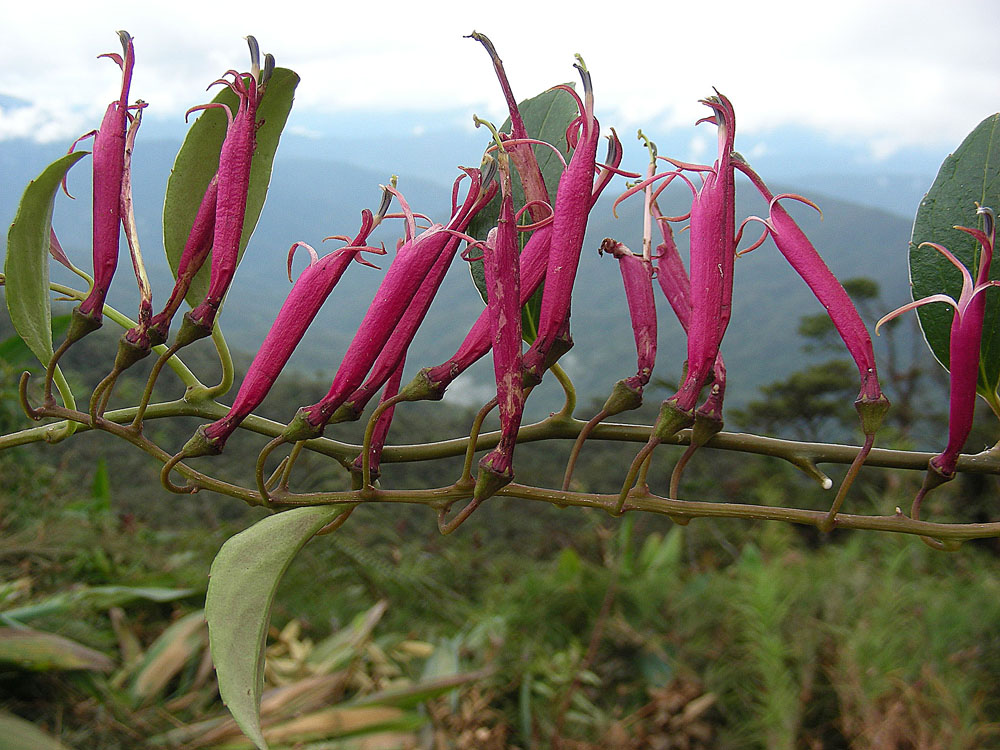
Siphocampylus scandens
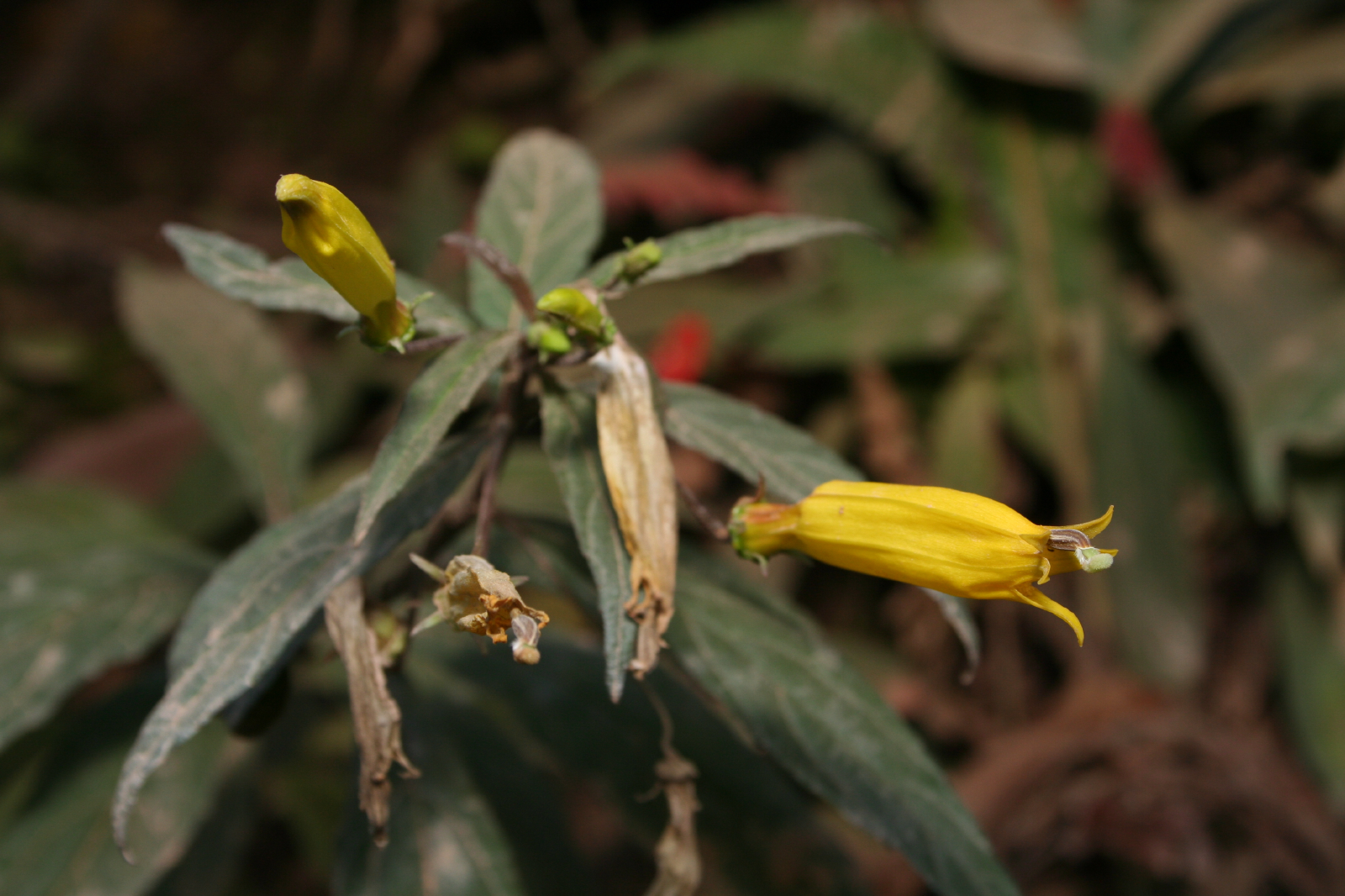
Siphocampylus aureus
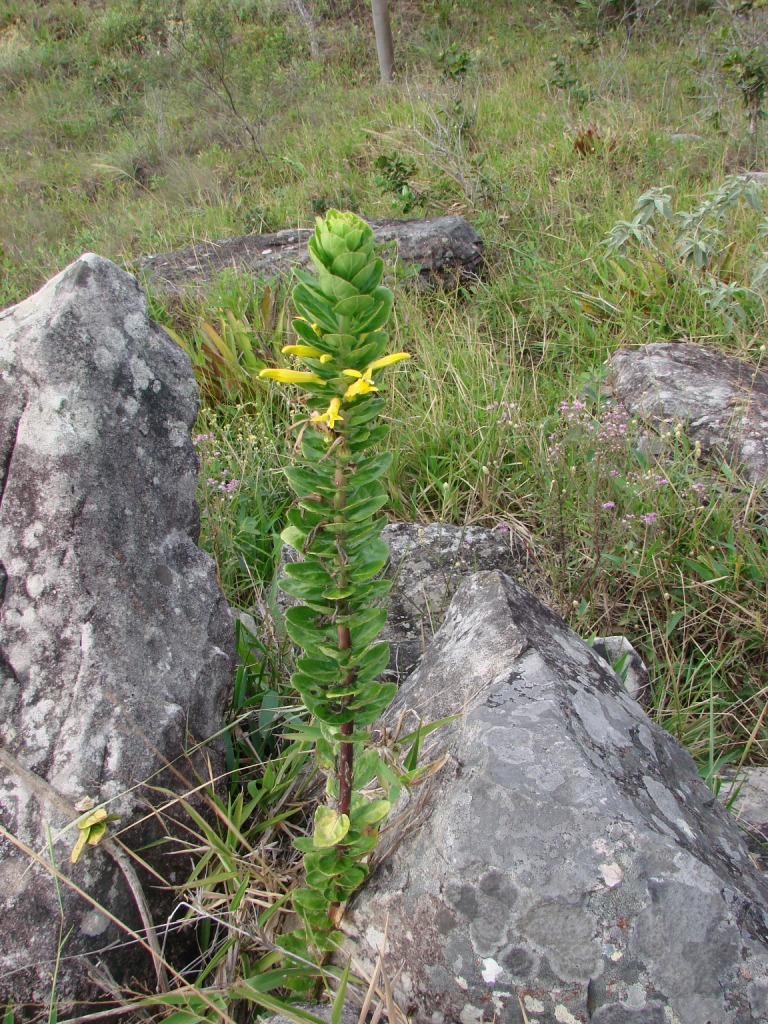
Siphocampylus imbricatus v severovýchodní Brazílii

## Rozšíření
Rod sifokampylus zahrnuje asi 238 druhů. Je rozšířen v tropické Americe od Kostariky po severní Argentinu a na Karibských ostrovech. Největší druhová diverzita je v jihoamerických Andách. Sifokampylusy rostou na poměrně široké škále různých stanovišť, zahrnujících horské mlžné lesy, sezónně suché subtropické lesy i vysokohorskou travinnou vegetaci.

## Ekologické interakce
Většina druhů má jasně zbarvené (červené, purpurové, oranžové ap.), nevonné květy, které jsou opylovány kolibříky. U řady druhů se vyvinula specializace na opylování netopýry. Tyto druhy mají bledě zbarvené a čpavě vonící květy, které se otevírají na noc. Druh Siphocampylus sulfureus je zajímavý tím, že jeho žlutě zbarvené květy jsou opylovány jak kolibříky, tak i netopýry a vykazují znaky na přechodu mezi oběma způsoby opylování.

## Taxonomie
Rod Siphocampylus je v rámci čeledi Campanulaceae řazen do podčeledi Lobelioideae. Mezi blízce příbuzné rody náleží Burmeistera a Centropogon. Oba tyto rody se od rodu Siphocampylus odlišují typem plodů (bobule versus tobolka). Výsledky fylogenetických studií ukázaly, že rody Centropogon a Siphocampylus jsou v současném pojetí parafyletické a jejich oddělování na základě typu plodů je nepřirozené, neboť k vývoji bobule došlo ve vývojovém stromu dané skupiny u několika různých linií. U některých druhů dokonce došlo k reverzi od bobule zpět k tobolce. Výše zmíněné rody proto vyžadují taxonomickou revizi.

## Význam
O hospodářském významu rostlin rodu sifokampylus není nic známo. Nejsou uváděny ze žádné české botanické zahrady.